# 堀川梨心
堀川 梨心（ほりかわ りこ、2009年〈平成21年〉3月23日 - ）は、日本の女性モデル、女優。和歌山県出身。キューブ所属。
キューブ主催の『主演女優オーディション～そのままのあなたで来てください』でグランプリに輝いた。

## 人物
- 趣味：ダンス、音楽鑑賞[3]
- 特技：ダンス、人の誕生日を覚えること、どこでも寝られること[3]

## 出演

### テレビドラマ
- この秋、僕は恋をした 第2話（2023年11月1日、フジテレビ）

### WEBドラマ
- Tverオリジナルドラマ「潜入捜査官 松下洸平」（2023年9月5日 - 19日） -  堀川梨心 役[4]